# Harold Smith
Edwin Harold Smith, född 19 februari 1909 i Ontario i Kalifornien, död 5 mars 1958 i La Jolla i Kalifornien, var en amerikansk simhoppare.
Smith blev olympisk guldmedaljör i höga hopp vid sommarspelen 1932 i Los Angeles.